# Свиридов, Игорь Валентинович
Игорь Валентинович Свиридов (10 марта 1961 — 5 мая 1996) — Герой Российской Федерации, полковник авиации.

## Биография
И. В. Свиридов родился 10 марта 1961 года в Липецке. Жил на Тракторном, учился в средней школе № 10. В 1977—1978 годах занимался в липецком клубе юных лётчиков.
В 1982 году с отличием окончил Борисоглебское высшее военное авиационное училище лётчиков имени Чкалова. Служил на Дальнем Востоке, а в 1987—1989 годах — в Афганистане.
После окончания Военно-воздушной академии имени Ю.А. Гагарина проходил службу в Германии, Таджикистане, Ставропольском крае.
С 1994 года принимал участие в боевых действиях в Чечне. Служил заместителем командира 368-го отдельного штурмового авиационного полка 4-й воздушной армии. Совершил свыше 200 боевых вылетов, уничтожил на земле 40 самолётов противника.
5 мая 1996 года экипаж военного самолёта Су-25, который пилотировали заместитель командира авиационного полка военный лётчик 1-го класса полковник Игорь Свиридов и командир авиационного звена военный лётчик 2-го класса Олег Исаев, проводил разведку маршрутов вывода колонн сухопутных войск из горных и предгорных районов Чечни. При этом в Урус-Мартановском районе было обнаружено скопление боевиков. Экипаж самолёта нанёс по ним ракетно-бомбовый удар, но сам самолёт был сбит ракетой «Стингер». Лётчики погибли при взрыве.
Похоронен И. В. Свиридов в Гвардейске Калининградской области.

## Награды
- Герой Российской Федерации (13 июня 1996; посмертно)
- Орден Мужества
- Два ордена Красной Звезды
- Медаль ордена «За заслуги перед Отечеством» II степени
- Медаль «За боевые заслуги»
- Медаль «За безупречную службу»
- Медаль «70 лет Вооружённых Сил СССР»

## Память
В 2006 году имя И. В. Свиридова присвоено новой улице в Юго-Западном жилом районе Липецка. Имя лётчика-героя носит липецкая средняя школа № 10.